# Blagger Goes to Hollywood
Blagger Goes to Hollywood è un videogioco d'azione isometrico, ai suoi tempi considerato anche un'avventura dinamica, pubblicato nel 1985 per Commodore 64 dall'editrice britannica Alligata Software. È l'ultimo titolo di una serie, dopo Blagger e Son of Blagger, che erano però di genere diverso (a piattaforme) e uscirono anche per altri computer. Questa volta il protagonista, un ladro (blagger nel dialetto Cockney), si introduce in uno studio cinematografico di Hollywood per rubare la pellicola del film, ma deve affrontare famosi personaggi immaginari che prendono vita.

## Modalità di gioco
Il gioco si svolge all'interno di un edificio di un solo piano, mostrato con visuale isometrica a scorrimento nelle quattro direzioni diagonali (secondo la confezione, lo schermo mostra circa 1/70 dell'intera area di gioco alla volta). Il giocatore può muovere il ladro nelle quattro direzioni, raccogliere e trasportare fino a tre oggetti alla volta, mostrati in un inventario grafico, e lanciare i suddetti oggetti con traiettoria dritta in avanti.
L'edificio comprende 12 stanze comunicanti, corrispondenti a diversi set. All'interno di ogni set si aggira un celebre personaggio del cinema o della TV, come ad esempio Hulk, Tarzan, Kojak o Lo squalo. I nomi si intuiscono, ma non compaiono esplicitamente; il gioco non ha alcuna licenza ufficiale di usare i personaggi. La musica di sottofondo cambia a seconda del set e dovrebbe aiutare a riconoscere il personaggio, essendo un breve brano tratto dalle musiche dei rispettivi film o serie televisive. I personaggi sono i nemici e gli obiettivi da eliminare: appaiono inizialmente come sfere vorticanti innocue, poi prendono forma e inseguono il ladro, facendogli perdere una vita se lo toccano. Ogni personaggio va sconfitto colpendolo con uno specifico oggetto di scena, o anche più di uno, da trovare da qualche parte nell'edificio. Gli oggetti richiamano in qualche modo il personaggio, ad esempio Superman va colpito con la Kryptonite e Robin Hood con un arco e una freccia. Alcuni oggetti compaiono solo dopo che è stato eliminato un altro personaggio.
Se si perde troppo tempo in un set possono comparire cabine telefoniche semoventi, o peggio ancora la cabina TARDIS, che fanno da avversari generici, eliminabili con uno qualsiasi degli oggetti. Sui set si possono trovare anche barriere che entrano ed escono dal pavimento, ostacolando i movimenti del ladro, nastri trasportatori e qualche arredo decorativo. Non è possibile inoltre camminare rasenti alle pareti delle stanze, bisogna allontanarsene.
Sconfitti tutti i personaggi, diventa accessibile la tredicesima stanza, descritta dal manuale come l'ufficio di Steven Spielbum (parodia di Spielberg). Qui ricompaiono uno dopo l'altro tutti i personaggi e bisogna sconfiggerli di nuovo per vincere, dopodiché si ricomincia tutto da capo a difficoltà aumentata. 

## Promozione
Una delle edizioni del gioco permetteva di ricevere in omaggio per posta una maglietta e una spilla di Blagger Goes to Hollywood.

## Accoglienza
Le recensioni conosciute del gioco diedero giudizi variabili, da sufficienti fino a molto buoni.